# مؤسسه سرطان دینا–فاربر
مؤسسه سرطان دِینا–فاربر (انگلیسی: Dana–Farber Cancer Institute) یک مرکز جامع پژوهش و درمان سرطان است که در بوستون ماساچوست واقع شده است. این مؤسسه عضو مؤسس «مرکز سرطان هاروارد/دینا-فاربر» است یک مرکز جامع سرطان تعیین‌شده توسط مؤسسه ملی سرطان و یکی از ۱۵ مؤسسه وابسته بالینی و مؤسسه پژوهشی دانشکده پزشکی هاروارد است.
در سال ۲۰۲۳، دِینا–فاربر در رتبه چهارم برترین بیمارستان‌های سرطان در جهان قرار گرفت. دو برنده جایزه نوبل فیزیولوژی یا پزشکی از اعضای هیئت علمی گذشته و حال آن هستند. اکتشافات پژوهشی دِینا–فاربر شامل ساخت داروی بسیار موفق ایماتینیب برای درمان لوسمی میلوئیدی مزمن است.
این مرکز ۴٬۸۵۵ کارمند تمام‌وقت یا پاره‌وقت، ۵۲۹ عضو هیئت علمی و درآمد ناخالصی بالغ بر ۱٬۷۳۳٬۳۸۶٬۰۰۰ دلار آمریکا دارد.